# Commonwealth War Graves Commission

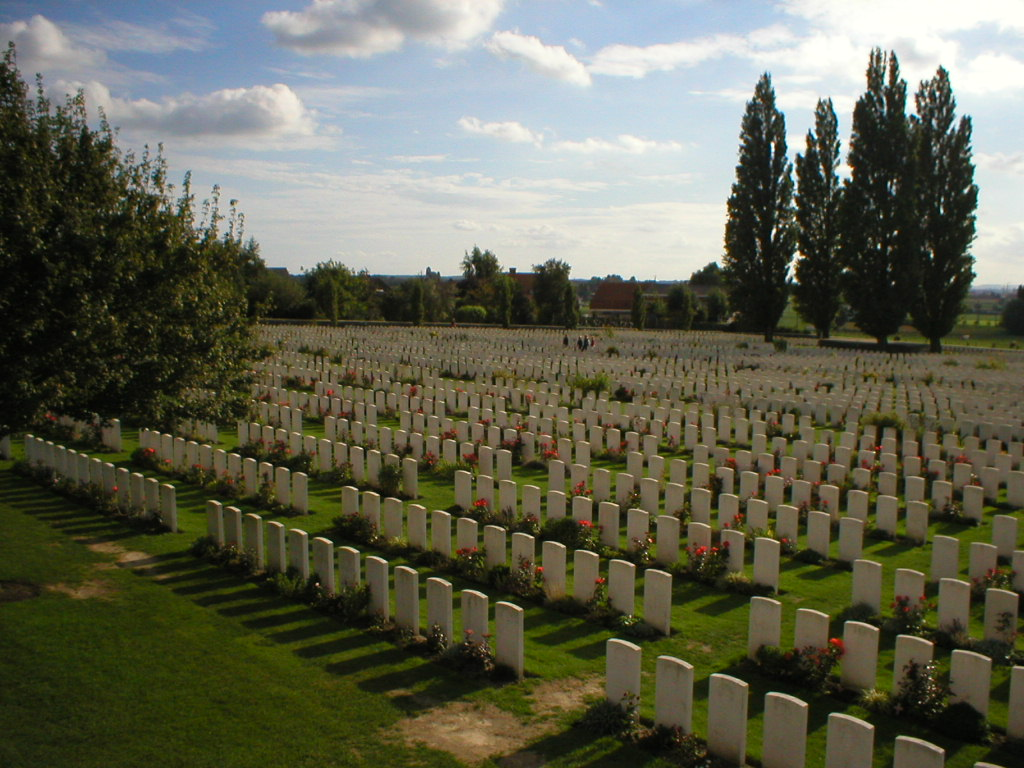
Tyne Cot Cemetery

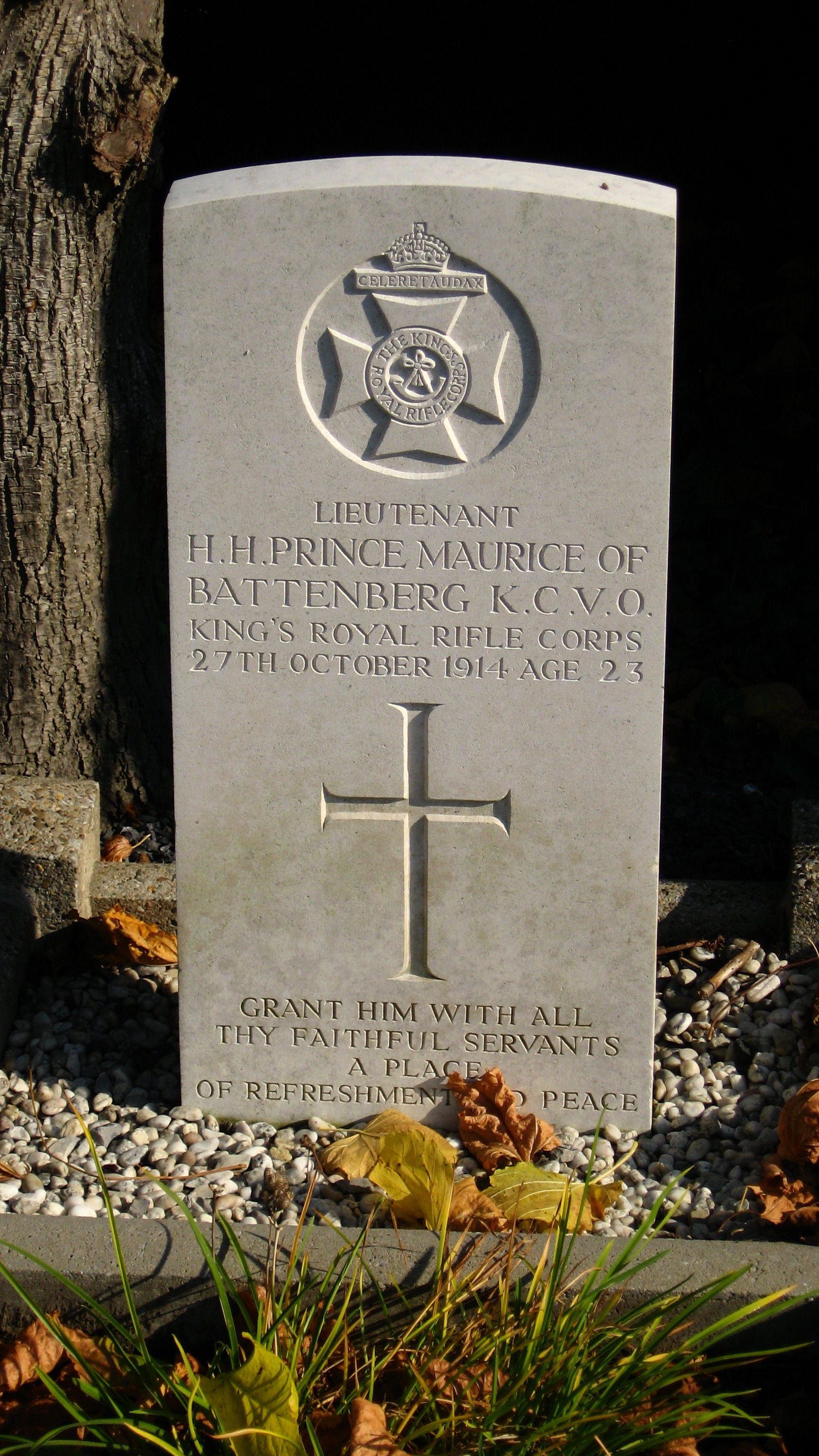
Grafsteen van Prins Maurice van Battenberg

De Commonwealth War Graves Commission is een intergouvernementele organisatie die verantwoordelijk is voor de aanduiding en het onderhoud van de graven en de militaire begraafplaatsen van de Gemenebeststrijdkrachten die tijdens de Eerste en Tweede Wereldoorlog sneuvelden. Deze begraafplaatsen liggen over vrijwel de hele wereld verspreid. Verder is de commissie verantwoordelijk voor het oprichten en onderhouden van alle monumenten voor de gesneuvelden, ook voor hen die geen bekend graf hebben. Ten slotte houdt de commissie de registers bij van de 1,7 miljoen slachtoffers uit het Gemenebest van Naties.
Na het eerste werk van de Graves Registration Commission werd de organisatie in 1917 gevormd als Imperial War Graves Commission. De huidige naam werd in 1960 aangenomen.

## Achtergrond
De CWGC is verantwoordelijk voor de nagedachtenis van 1,7 miljoen gesneuvelden van het Gemenebest, in 150 landen. De organisatie heeft meer dan 2500 begraafplaatsen opgericht of onderhoudt die, wereldwijd. Ook voor graven van militairen uit het Gemenebest op andere begraafplaatsen is de organisatie verantwoordelijk. Er zijn zo 73.000 begraafplaatsen wereldwijd, waarvan meer dan 12.000 in het Verenigd Koninkrijk.
De organisatie heeft zes leden, namelijk Australië, Canada, India, Nieuw-Zeeland, Zuid-Afrika en het Verenigd Koninkrijk. Ook Newfoundland was een van de stichtende leden, maar had vanaf 1949 geen aparte status meer, toen het een deel werd van Canada.
De commissie heeft haar hoofdzetel in Maidenhead (Engeland). Het beheer van de begraafplaatsen is verdeeld over acht regionale bureaus. Daarvan zijn er twee op het Europees vasteland, die verreweg het grootste aantal graven onderhouden: in Ieper (België) en Beaurains nabij Arras (Frankrijk). Het kantoor in Ieper is grotendeels verantwoordelijk voor de graven in West-Europa buiten de Britse eilanden en Frankrijk, ook in Nederland en Duitsland. In Beaurains bevindt zich de werkplaats waar de grafstenen gegraveerd worden en de platen met opschriften worden vervaardigd voor alle begraafplaatsen in de wereld.
De grootste begraafplaatsen bevinden zich in België en Frankrijk, en werden na de Eerste Wereldoorlog aangelegd. Er liggen eveneens begraafplaatsen in het Midden-Oosten, als gevolg van de strijd tegen het Ottomaanse Rijk in de Eerste Wereldoorlog, en in Noord-Afrika, het Verre Oosten en Italië na de Tweede Wereldoorlog.
De grootste CWGC-begraafplaats is het Tyne Cot Cemetery, ten noorden van Ieper in België, dat bijna 12.000 graven telt. Het grootste herdenkingsmonument is het Thiepval Memorial in Thiepval (Frankrijk), dat de namen van meer dan 72.000 vermisten telt na de Slag aan de Somme.

## Ontwerp

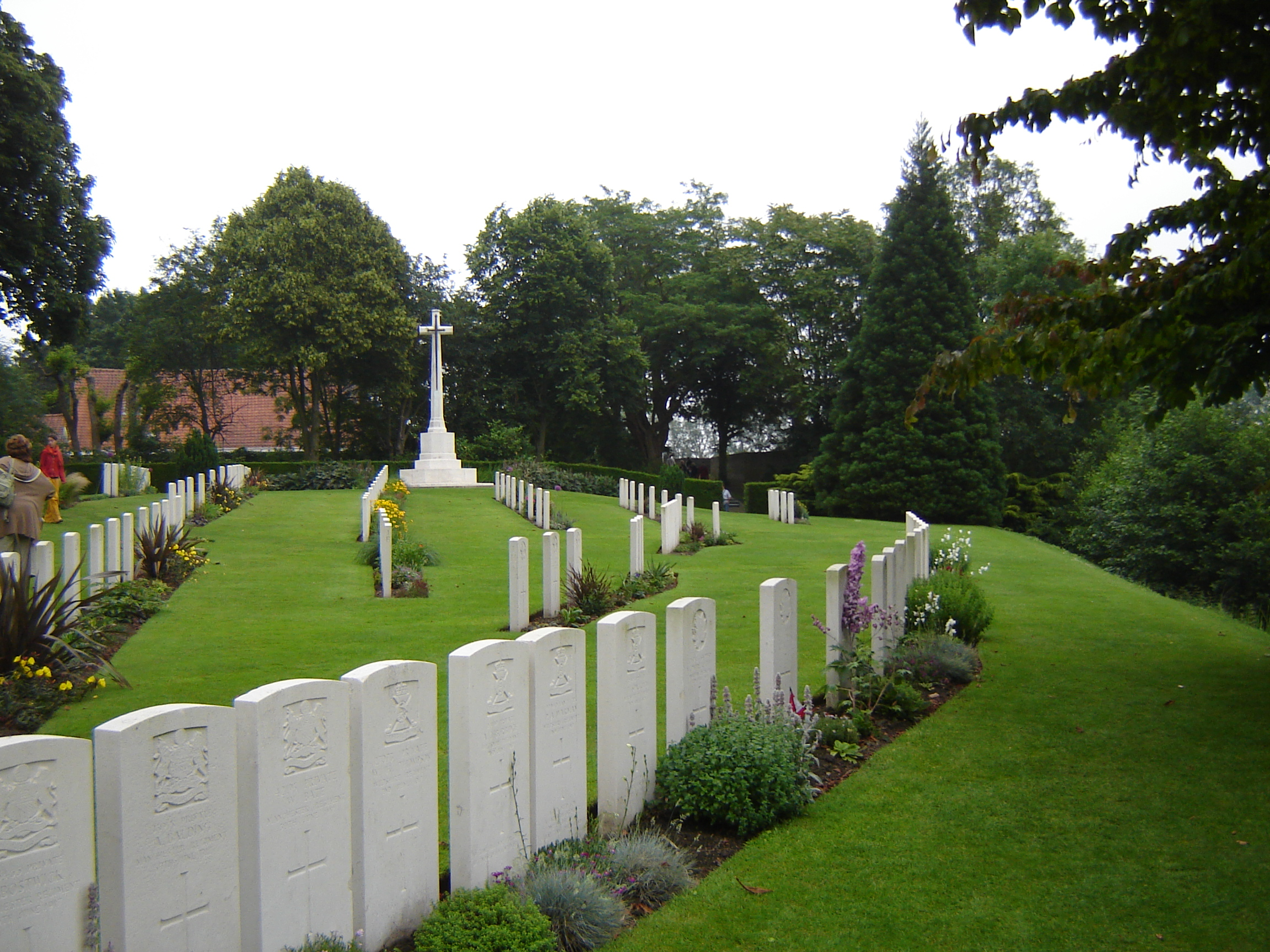
Cross of Sacrifice, Ramparts Cemetery

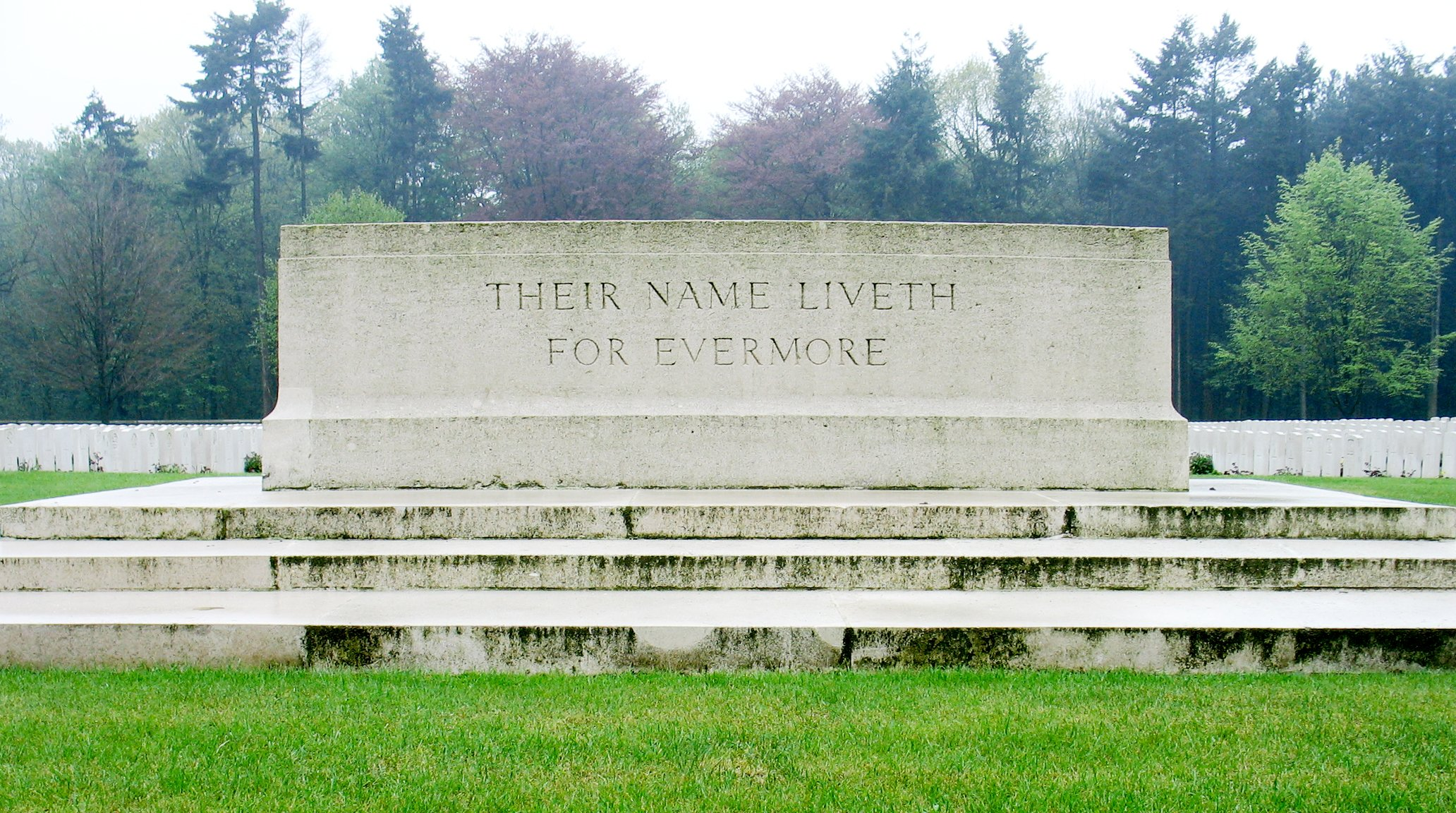
Stone of Remembrance, Buttes New British Cemetery

Vrijwel elke begraafplaats bestaat uit rijen witte rechtopstaande grafstenen. De grafstenen zijn rechthoekig met een afgeronde bovenkant, waar Franse of Duitse begraafplaatsen vaak kruisen of liggende grafstenen hebben. De grafstenen zijn 81 cm hoog, 38 cm breed en 7,5 cm dik. In elke steen zijn de naam, de rang en het symbool van de eenheid van de gesneuvelde gegraveerd. Ook is in elke steen een kruis gegraveerd, uitgezonderd voor die gesneuvelden waarvan de familie aangaf dat ze tot een andere godsdienst behoorden; daar wordt dan geen of een ander symbool gebruikt. Ook wanneer de gesneuvelde tot geen religie behoorde wordt er geen symbool gebruikt. Sommige graven dragen een persoonlijke inscriptie, gekozen door de naasten. Wanneer door klimaat of aardbevingen de normale rechtopstaande steen zou kunnen verzakken wordt een laag sokkeltje gebruikt, zoals bijvoorbeeld op de begraafplaatsen van Gallipoli en op sommige plaatsen in het Verre Oosten.
Veel grafstenen zijn voor niet geïdentificeerde gesneuvelden. Deze stenen vermelden enkel wat men kon afleiden uit het gevonden lichaam, en teksten zoals "A Soldier of the Great War" of "A Soldier of the 1939-1945 War" en "Known unto God".
De eerste stenen zijn vervaardigd uit Portlandsteen afkomstig van de Engelse zuidkust nabij Portland. Het is een goedkoop, wit fossiel gesteente, waardoor men nog regelmatig grafstenen terugvindt met fossielen. Portlandsteen heeft ook zijn nadelen. Graven in Portlandsteen werden snel aangetast met algen en mossen en moeten om de één tot twee jaar met stoom gereinigd worden. Daarom werd een tijdlang bij nieuwe graven Botticino gebruikt, een Italiaans marmerachtig gesteente uit Brescia in het noorden van Italië. Het is veel gladder en weerbestendiger dan Portlandsteen en heeft hetzelfde uiterlijk. Dit gebeurt niet langer door de geringe vorstbestendigheid van deze stenen. Bij vervanging van stenen die niet meer hersteld kunnen worden, wordt zoveel mogelijk hetzelfde materiaal gebruikt als in het origineel.
De begraafplaatsen worden meestal omgeven door een laag stenen muurtje of haag, met vaak een decoratieve toegangspoort. Op veel begraafplaatsen staat een wit herdenkingskuis in kalksteen, het "Cross of Sacrifice", ontworpen door Sir Reginald Blomfield. Hun hoogte varieert tussen de 4,5 meter en 9 meter. Op veel grotere begraafplaatsen staat ook een witte gedenksteen, de "Stone of Remembrance", ontworpen door Sir Edwin Lutyens, met de woorden "Their name liveth for evermore". Deze stenen zijn 3,5 meter lang en 1,5 meter hoog, met er rond drie treden. Op elke begraafplaats staat een informatief paneel met een korte geschiedenis en overzicht van de oorlog waarin de soldaten sneuvelden. Elke begraafplaats heeft ook een gastenboek en een register met de namen van de begravenen.
Bij de ingang van civiele begraafplaatsen met CWGC-graven bevindt zich meestal een meertalig groen bordje met de witte tekst Commonwealth War Graves; in Vlaanderen en Nederland is dit Oorlogsgraven van het Gemenebest – Commonwealth War Graves.

## Getuigenis
Het werk van de organisatie is het gevolg van het beleidsprincipe, dat de doden van het toenmalige Britse Imperium begraven moesten worden in de streek waar zij omkwamen. Op die manier zijn ze een blijvende getuigenis van de aldaar uitgevochten oorlogen.

## Galerij

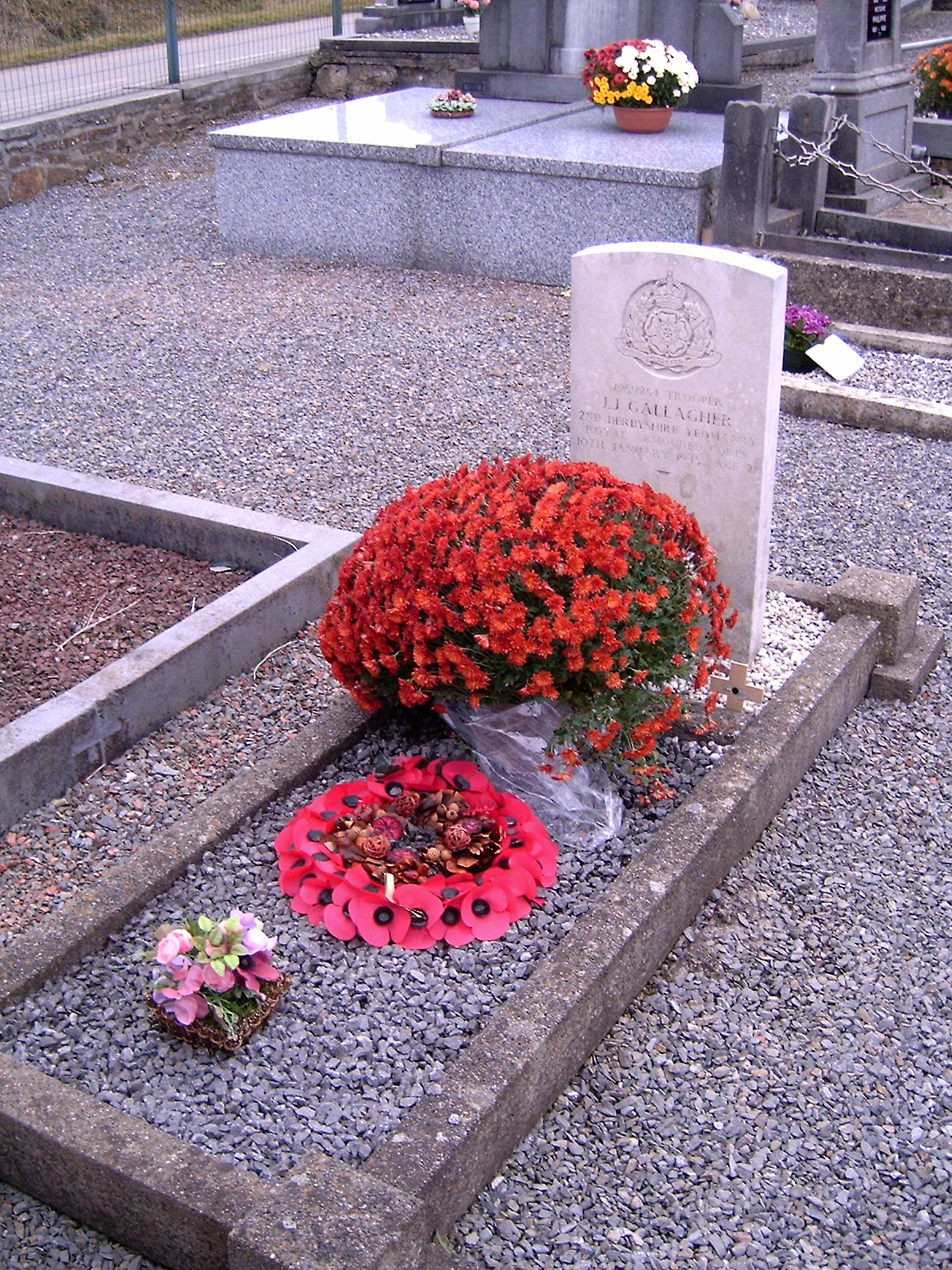
Commonwealth graf in Gênes, (Hodister)
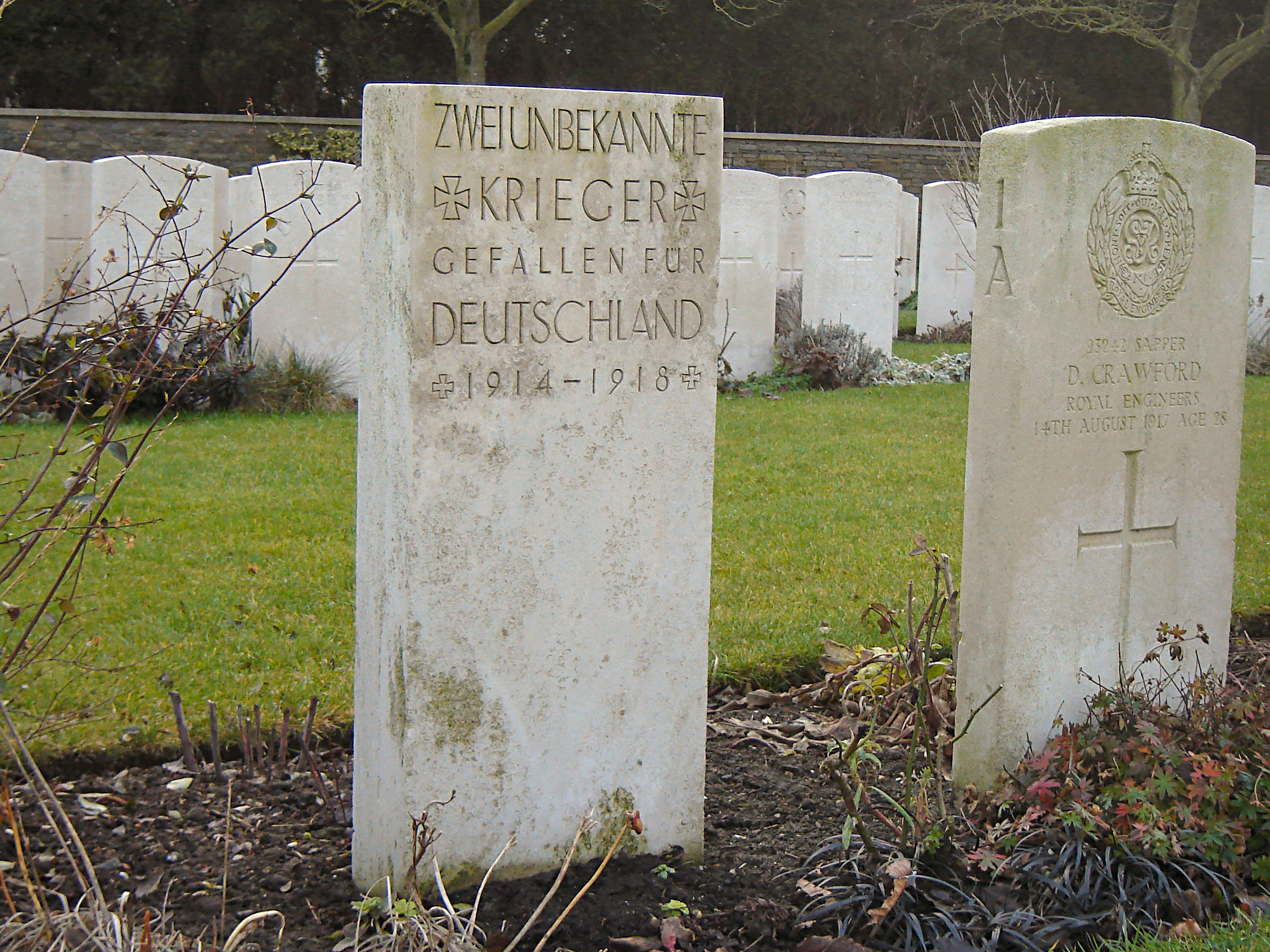
Duits graf van onbekende soldaten op Ramscappelle Road Military Cemetery in Sint-Joris
- Kinderen van in WO II gesneuvelde Britse militairen bezoeken in Nederland graven van hun gesneuvelde vaders.